# Essais sur la nécessité et sur les moyens de plaire
Essais sur la nécessité et sur les moyens de plaire (“Essays über die Notwendigkeit und die Mittel zu gefallen”) ist eine Schrift des französischen Gelehrten und Académie-Mitglieds François-Augustin Paradis de Moncrif (1687–1770), die 1738 zuerst erschien. Moncrif war ein ausgezeichneter Praktiker der Konversation.

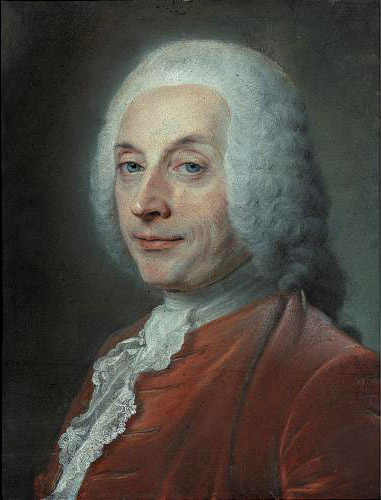
François-Augustin de Paradis de Moncrif

## Einführung
Es ist eine Abhandlung über die Art und Weise, in der Gesellschaft zu gefallen, mit dem Ziel, geschätzt zu werden, Freundschaft zu pflegen, die Oberhand über seine Umgebung zu gewinnen oder einfach ein angenehmer Umgang zu sein.
In seinen Essais bezeuge der Autor laut d'Alembert lediglich die "große Weltgewandtheit [usage du monde], die er sich angeeignet hatte, eine Gewandtheit, die, zumindest zu einem gewissen Grad, die Kenntnis der Menschen, ihrer Leidenschaften und ihrer Eigenheiten voraussetzt".
Den Essais zufolge sei sinnlos, sich über die Natur des Menschen etwas vorzumachen: Man müsse die Fehler der anderen – Egoismus, Eigenliebe, Neigung zur Bosheit – erkennen und sogar nutzen können. Gefällig zu sein erscheint in Moncrifs Feder als kategorischer Imperativ, der wichtiger ist als alles andere. Es genüge, gefallen zu wollen, um sich in die Lage zu versetzen, zu gefallen. Es findet sich eines der Kennzeichen des Optimismus des beginnenden Jahrhunderts darin, der den Menschen nicht idealisiert, sondern Mittel und Wege erfindet, um trotz und mit den Unzulänglichkeiten der menschlichen Natur glücklich zu sein.
Das Werk erregte über die Grenzen des Französischen hinaus größte Aufmerksamkeit. Es wurde gleich zweimal ins Deutsche (von Johann Georg Krünitz und Renatus Gotthelf Löbel) übersetzt, und auch ins Englische, Italienische und Spanische. Es wird bis in die neueste Zeit hinein verlegt.
Es beginnt mit den Worten:

„Entre les principes les plus utiles à la Société, il en est un que nous ne pouvons trop connaître et trop suivre, parce que dans les personnes dont il régle la conduite, il empêche la raison d'être farouche; qu'il ôte à l'amour propre ce qui le rend haissable; qu'il supplée en quelque façon aux avantages de l'esprit, & les fauve de la jalousie qu'ils peuvent exciter lorsqu'ils sont éminens; qu'enfin il influe considérablement sur not bonheur & sur celui des gens avec qui nous passons la vie: c'est la nécessité de plaire.
//
Unter den nützlichsten Prinzipien in einer Gesellschaft gibt es eines, das wir nicht genug kennen und befolgen können, weil es in den Menschen, deren Verhalten es regelt, die Vernunft davor bewahrt, grimmig zu sein; weil es der Eigenliebe das nimmt, was sie hassenswert macht; weil es in gewisser Weise die Vorteile des Geistes ersetzt und sie vor dem Neid bewahrt, die sie erregen können, wenn sie herausragend sind; weil es schließlich einen großen Einfluss auf unser Glück und das der Menschen hat, mit denen wir das Leben verbringen: Das ist die Notwendigkeit zu gefallen.“

Im Anschluss an dieses Essay sind im zweiten Teil des Buches mehrere der Kindererziehung gewidmete erbauliche Erzählungen enthalten, vier Märchen (contes de fées), in einer Art von Komposition, über die sich Moncrif später selbst lustig gemacht haben soll. Zu der Zeit, als sie erschienen, sagte man, sie seien zu ernst für Kinder und nicht unterhaltsam genug für solche, die es nicht mehr seien:

„Les Moyens de plaire obtinrent, il est vrai, l’agrément du Dauphin, mais les railleurs s’acharnèrent contre l’ambitieux catéchisme:
« Ils sont trop sérieux pour les enfans et pas assez amusans pour ceux qui ne le sont plus, » prononçait-on à la ronde. Les faiseurs de pointes ajoutaient : « L’auteur n’a pas les moyens. »
//
Die Moyens de plaire erhielten zwar die Zustimmung des Dauphins, aber die Spötter hatten es auf den ehrgeizigen Katechismus abgesehen:
"Sie sind zu ernst für die Kinder und nicht unterhaltsam genug für die, die es nicht mehr sind", hieß es in der Runde. Die Anstifter fügten hinzu: "Dem Autor fehlen die Mittel."“